# Arnošt Kavka
Arnošt Kavka (4. března 1917 Praha – 2. května 1994 Praha) byl český swingový zpěvák, skladatel.

## Životopis
Narodil se v roce 1917 v Praze. Od patnácti let, v době studií na gymnáziu se začal učit na saxofon a po roce přešel na bicí. Učil se u bubeníka Laci Ollaha. V roce 1934 založil studentský orchestr Black and White. V tomto orchestru působili např. Leopold Korbař, Jan Rychlík nebo Ladislav Habart. Jako bubeník pak působil v orchestru Gramoklubu, který vedl Jan Šíma. U bicích zůstal ještě v souboru Blue Music a z něj vzniklého Blue Boys.
Na radu Karla Vlacha se postupně přeorientoval z bicí na zpěv. Učil se u Josefa Maliny a v belgickém Ostende u známého orchestru Roberta de Kerse, kde se učil hlavně zpívání na mikrofon. Po návratu z Belgie zpíval s orchestrem Blue Boys. V roce 1939 nahrál první snímky pro Ultraphon. Téhož roku ještě nastoupil na právnickou fakultu Univerzity Karlovy v Praze, ale poté přišla 2. světová válka a vysoké školy byly uzavřeny. Karel Vlach převzal v roce 1939 kapelnickou koncesi a okamžitě vytvořil svůj profesionální orchestr. Arnošt Kavka se stal jeho stálým zpěvákem až do roku 1944. Po celou tuto dobu zpíval nejen sólové party, ale také s dívčím triem Sestry Alanovy. V této době vznikla řada slavných nahrávek, které patří k vrcholu Kavkovy kariéry. V této době také získal svou přezdívku „Doktor Swing”, která se stala jeho obchodní značkou. Za války se vyučil knihkupcem a nakladatelem u R. A. Dvorského, který jej uchránil před totálním nasazením. V roce 1944 byl ve Zlíně zatčen gestapem a zbytek války strávil v koncentračních táborech. Krátce před koncem 2. světové války se mu podařilo utéct z pracovního tábora v pražském Hagiboru. V roce 1944 mu zemřela dcera během bombardování holešovické elektrárny.
Po válce dokončil studium na právnické fakultě a založil si vlastní septet band. Po komunistickém převratu v roce 1948 se pokoušel vyhovět požadavkům doby a hrát socialistický jazz na lidové motivy. V 50. letech 20. století mu bylo zakázáno veřejně vystupovat a musel absolvovat kapelnické zkoušky. Později vystupoval jako hudební komik v lázeňských městech a v zahraničí. Po uvolnění politického režimu v 60. letech vystupoval i v rozhlase a v televizi. Používal i vlastní nástroj Kavka eintet – levou rukou hrál na varhany, pravou na elektrofonický nástroj jako klavír se třiceti rejstříky, nohama obsluhoval velký buben a činel. Na začátku 70. let vystupoval na americkém zaoceánském parníku. V 80. letech se mimořádně objevoval v pořadech Československé televize např. v Televarieté a v různých estrádách. V roce 1987 byl jmenován zasloužilým umělcem.
Zemřel 2. května 1994 v Praze.

## Nejznámější písně
- Už nikdy víc milovat nebudu
- Hmm, hmm
- Dr. Swing
- Mám život hrozně rád
- Povím to tancem a písní

## Diskografie
- Páni kluci (Every loves a lover) – Richard Adam – foxtrot/Láska a svítiplyn – Arnošt Kavka – Supraphon, SP
- Dr. Swing – Arnošt Kavka 1939 – 1944 – Supraphon, LP
- 2000 Dr. Swing – FR centrum FR 0027-2, EAN 8594046 746302 – (edice: Muzeum populární hudby)

### Kompilace
- Ráda zpívám hot – Inka Zemánková –, LP – Věčný recept Inka Zemánková a Arnošt Kavka[6][7]
- 1994 – Vteřiny v Lloydu I – Supraphon, CD[8]
- 1994 – Vteřiny v Lloydu III – Supraphon, CD – 02. Kdo rytmus nezná, 10. Měsíc to zavinil, 16. Vyznání písní
- 1999 – David and Goliath – Czech Swing Music – Russian Compact Disk EAN 4600383268552, CD[9]
- 2006 – Nylonový věk – Radioservis, CD[10]